# Erkenning van Nederlands in Zuid-Afrika

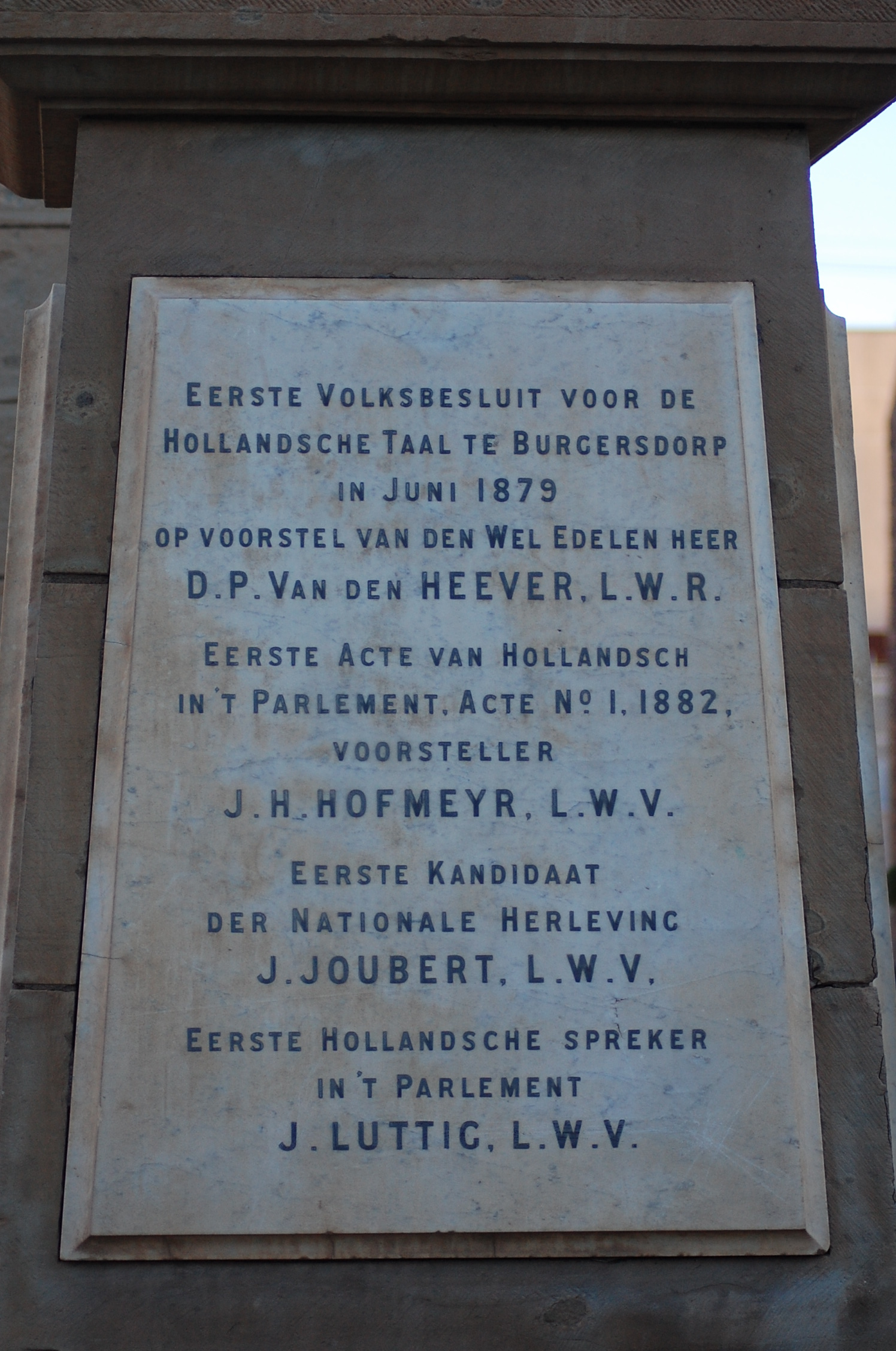
Inscriptie op het Nederlandse taalmonument te Burgersdorp in Zuid-Afrika

De erkenning van het Nederlands in Zuid-Afrika loopt voor een groot deel gelijk aan de taalgeschiedenis en erkenning van het Afrikaans. Het Nederlands heeft van 1652 tot het begin van de 20e eeuw een belangrijke rol gespeeld in Zuid-Afrika. Het was tot 1984 een officieel erkende taal in dat land. Nederlands is in Zuid-Afrika geleidelijk overgegaan in het Afrikaans. Ook na het einde van de apartheid in 1994 bleef het een veel gebruikte taal daar.

## Erkenning van het Afrikaans-Nederlands
Op 6 april 1652 zetten de eerste Nederlandse kolonisten voet aan wal aan de Zuid-Kaap. Tot en met 1795, toen Engeland de Kaapkolonie bezette, was het Nederlands de bestuurstaal. In 1813 verklaarde John Cradock, gouverneur van de Engelse Kaapkolonie, dat de burgers Engels moesten leren. Sir Cradock wilde de Kaap eentalig Engels maken en de Engelse taal onmisbaar maken in het land. Met de komst van Somerset, een nieuwe gouverneur in 1814, kreeg het verengelsingsproces een spoedbehandeling. Somerset importeerde Schotse predikanten en onderwijzers om de burgers Engels te leren. In 1820 zouden ook duizenden Britse "settelaars" arriveren om het verengelsingsproces een zetje te geven. In 1822 is Somerset begonnen om het Nederlands als bestuurstaal en rechtstaal te vervangen door het Engels. Op handelsgebied werd het geldstelsel in 1826 gewijzigd, toen de rijksdaalder, de schelling en de stuiver werden vervangen door ponden, schillingen en penny’s. Gedurende 1828 verloor het Nederlands zijn ambtelijke positie, toen het Engels onder Somerset de enige ambtelijke taal van de Kaapkolonie werd. Toen de Kaapkolonie in 1853 een vertegenwoordigende regering kreeg, bepaalde het destijdse artikel 89 dat alleen het Engels toegestaan zou worden in het parlement.

#### Oranje Vrijstaat
In de Oranje Vrijstaat werd in 1854 een wet aanvaard, die bepaalde dat "de Nederduitsche of Hollandsche taal als de wettige hoofdtaal van den Oranjevrijstaat" zou gelden. De aanhef van deze wet luidde als volgt:
Nademaal het gemak en de geregeldheid der publieke bezigheid vereischen; dat in alle Gerechtshoven en Kantoren en dezen Staat eene officieele taal bepaald - en vastgesteld worde; en aangezien de groote meerderheid der bewoners van dit land van Hollandsche afkomst en weinig met andere talen bekend is, en dat het dus ongelegen zou zijn dat eenige andere dan de Hollandsche taal in regterlijke verrigtingen, zoowel als in de civiele dienst gebezigd zou worden.— - Grondwet van de Oranje Vrijstaat (1854-1902)
Hierna werd het Nederlands vanaf 1 juni 1854 de hoofdtaal in alle gerechtshoven en staatskantoren van de staat. Alle dagvaardingen, vonnissen, orders, tenlasteleggingen, instructies, proclamaties, enzovoorts, zouden in deze taal uitgevaardigd en gepubliceerd worden. Daarnaast zouden alle brieven, notulen of andere schriftelijke communicatie, van een Nederlandse vertaling voorzien moeten zijn, indien een van de bovenstaande zaken in een andere taal opgesteld was.
Het Nederlandstalige Volkslied van Oranje Vrijstaat was vanaf 1854 tot en met 1902 ambtelijk in gebruik. In dat jaar werd de Oranje Vrijstaat, na de verloren Tweede Boerenoorlog, een Britse kolonie: de Oranjerivierkolonie.

#### Zuid-Afrikaansche Republiek
In de Zuid-Afrikaansche Republiek (Transvaal) bepaalde wet 10 van 1888 het volgende:
De Hollandsche taal is de officieele taal des lands. Alle andere talen zijn vreemde talen.— - Wet 10 van 1888 (1888-1902) - Zuid-Afrikaansche Republiek
Deze wet bepaalde verder ook dat alle ambtelijke documenten, kennisgevingen, dienstbrieven "en andere schrifturen van ambtenaren" in het Nederlands geschreven en opgesteld zouden moeten worden. Verder werd bepaald dat het Nederlands in alle gerechtshoven gebruikt moest worden. Ook moesten alle marktkooplieden alle verkopen in het Nederlands aangeven. Zij zouden echter wel het recht hebben om hetgeen gezegd werd, daarna ook in een andere taal te herhalen.
Het Nederlandstalige "Volkslied van Transvaal" was vanaf 1875 tot en met 1902 ambtelijk in gebruik. In dat jaar werd de Zuid-Afrikaansche Republiek, na de verloren Tweede Boerenoorlog, een kolonie: de Transvaalkolonie.

#### Engelse Kaapkolonie
In 1882 kreeg het Nederlands zijn status van ambtelijke taal terug na een stemming in het Kaapse parlement, naast het Engels. Om deze gebeurtenis te herdenken werd het Nederlandse taalmonument te Burgersdorp opgericht in 1893.

#### Unie van Zuid-Afrika
In 1909 is de Zuid-Afrika-wet door alle vier de provincies aangenomen, waardoor de Unie van Zuid-Afrika tot stand kwam. Artikel 137 van de Unie-grondwet luidde als volgt:
De Engelse alsmede de Hollandse talen zijn officiële talen van de Unie. Zij worden op een voet van gelijkheid behandeld en bezitten en genieten gelijke vrijheid, rechten en voorrechten. Alle akten, verslagen en verrichtingen van 't Parlement worden in beide talen gehouden, en wetsontwerpen, wetten en kennisgevingen van algemeen publiek gewicht of belang door de Regering van de Unie uitgegeven, zijn en geschieden in beide talen.— - Grondwet van de Unie van Zuid-Afrika, artikel 137 (1909-1961)

## Erkenning van het Afrikaans
Het hoogtepunt voor de voorstanders van het Afrikaans was de erkenning van het Afrikaans als ambtelijke taal van Zuid-Afrika. Op 8 Mei 1925 is, in een gezamenlijke zitting van de Volksraad en de Senaat, de wet op de Officiële Talen van de Unie unaniem aangenomen. Wet nummer 9 van 1925 luidde als volgt:
Nademaal er twijfel ontstaan is aangaande de betekenis van het woord "hollandse" in de Zuid-Afrika Wet, 1909; en nademaal het dienstig is die twijfel weg te nemen; zij het bepaald door Zijn Majesteit de Koning, de Senaat en de Volksraad van de Unie van Zuid-Afrika als volgt:

1. het woord "hollandse" in artikel honderd zeven en dertig van de Zuid-Afrika Wet, 1909, en elders in de Wet waar dat woord voorkomt, wordt hierbij verklaard het Afrikaans in te sluiten.

2. Deze Wet kan voor alle doeleinden worden aangehaald als de Wet op de Officiële Talen van de Unie, 1925, en wordt geacht van kracht geweest te zijn vanaf de een en dertigste dag van Mei 1910.— - Wet van Officiële Talen van de Unie (1925-1961)
Deze wet heeft terugwerkende kracht gehad, wat inhoudt dat het Afrikaans/Nederlands sinds de "Uniewording", naast het Engels de ambtelijke taal van Zuid-Afrika was. Het Nederlands en het Afrikaans werden hier grondwettelijk als synoniemen beschouwd en niet als twee afzonderlijke talen. De strekking van de wet duidt duidelijk aan dat Nederlands aan Afrikaans gelijkgesteld wordt en dat het Afrikaans het Nederlands niet kan vervangen. Als dit wel de bedoeling van het wetsontwerp zou zijn geweest, dan zou deze wet dit ook bepaald hebben. Dit is niet het geval. Wet 9 uit 1925 is precies – op deze wijze – zo geformuleerd om de Afrikaners die voorstanders waren van Nederlands als cultuurtaal, niet tegen de borst te stuiten. Deze Afrikaners waren destijds nog in de meerderheid en zouden de wet 9 van 1925 afgekeurd hebben, als een zodanige bepaling zou zijn opgenomen in de wet. In de praktijk hebben de voorstanders van Afrikaans als cultuurtaal, onder leiding van D.F. Malan, deze wet 9 uit 1925 anders gelezen. Deze groep heeft het Nederlands op een bijna geheimzinnige manier door het Afrikaans laten vervangen.

#### Republiek van Zuid-Afrika
In de grondwet van 1961 van de Republiek van Zuid-Afrika, bepaalde wet nummer 32 dat het Afrikaans en het Engels de ambtelijke talen van het land waren. In een definitieomschrijving werd echter vermeld dat het Afrikaans ook als het Nederlands werd beschouwd. De twee artikelen (108 en 119) uit wet 32 van 1961 luidden als volgt:
108. (1) Afrikaans en Engels is die amptelike tale van die Republiek en wordt op gelyke voet behandel en besit gelyke regte, vryheid en voorregte."

"119. In hierdie Wet, tensy uit die samehang anders blyk, beteken - "Afrikaans" ook "Hollands".— - Grondwet van die Republiek van Suid-Afrika (1961-1984)
De grondwet van 1961 was in werking tot eind 1984. In de grondwet van 1983 (ingegaan op 4 september 1984) werd niet langer een speciale clausule over het Nederlands opgenomen. Hiermee kwam een eind aan de eeuwenlange officiële status van het Nederlands in Zuid-Afrika. Het Afrikaans en het Nederlands waren vanaf 1910 tot en met 1984 tevens ambtelijk synoniemen.

### Het nieuwe Zuid-Afrika

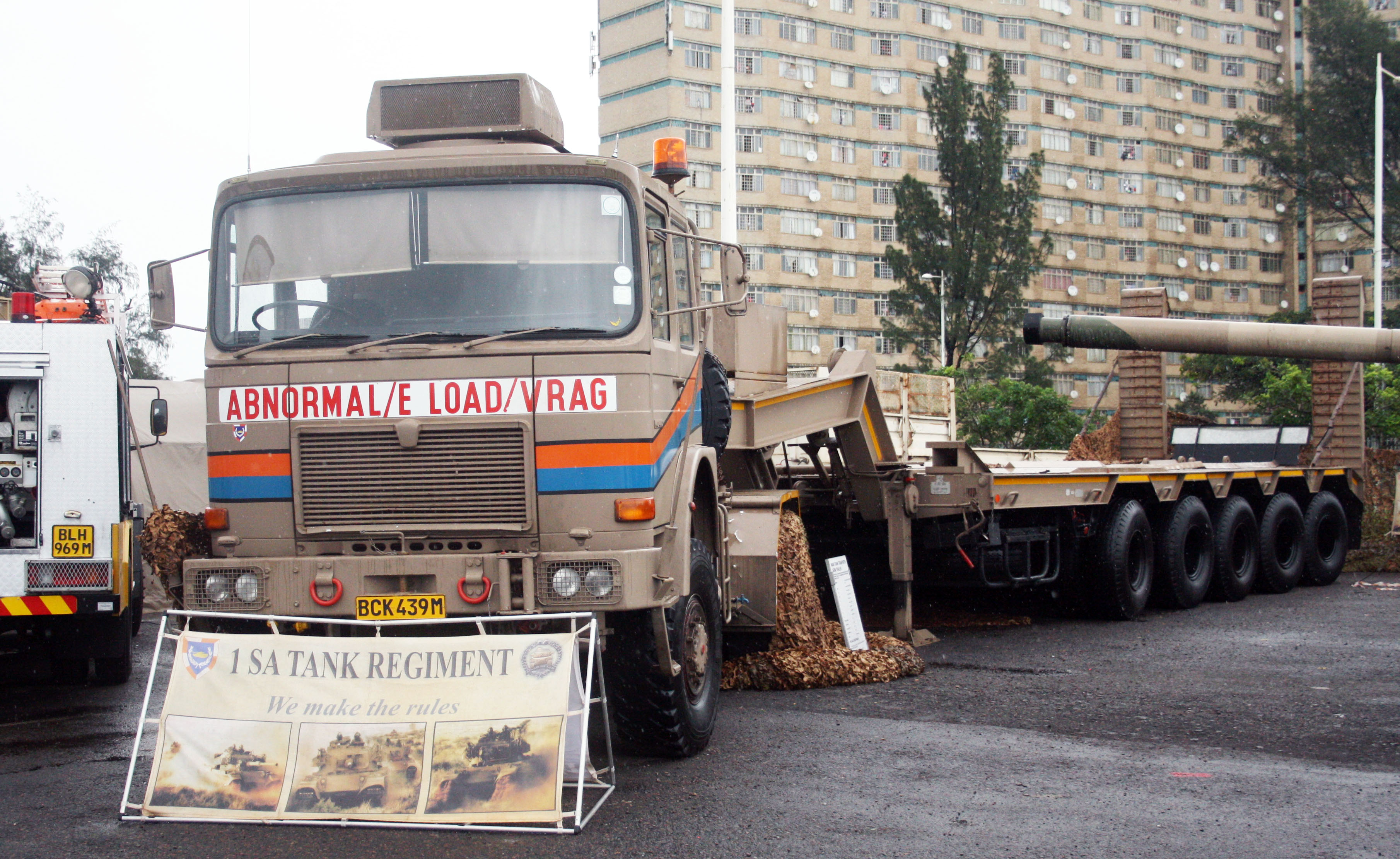
Engels en Afrikaans opschrift op een tanktransporteur van het Zuid-Afrikaanse Leger, Durban, 2017

In 1994 kreeg Zuid-Afrika, na het afschaffen van de apartheid, een nieuwe interim-grondwet. In artikel 6 van deze grondwet werd bepaald dat elf talen als ambtelijke talen erkend werden. Er werd verder bepaald dat de oude taalrechten van het Afrikaans en het Engels, die reeds voor 1994 bestonden, niet aangetast zouden worden bij de omwenteling naar een niet-raciale regering. Bij het aannemen van de huidige grondwet in 1996 is de bepaling waarin de oude taalrechten van het Afrikaans gewaarborgd waren geschrapt. Het Afrikaans Nationaal Congres (ANC), een anti-apartheidsbeweging en sinds 1994 de grootste partij van het land, was namelijk van meet af aan een voorstander van slechts één taal voor Zuid-Afrika, zoals de Namibische grondwet sedert de onafhankelijkheid van Zuid-Afrika in 1990 het Engels voorschrijft. De ANC-regering bevordert het Engels nu dan ook sterk. In mei 2022 werd het Afrikaans voor het eerst erkend als inheemse taal van Zuid-Afrika.
Het elf-talen-beleid is ingevoerd om de taaleis – om het Afrikaans als ambtelijke taal te handhaven na de afschaffing van de Apartheid – van de regering-de Klerk, de laatste Apartheidsregering, te neutraliseren.

## Overzicht
| Land                        | Periode                                        | Status en erkenning van het Nederlands/Afrikaans in Zuid-Afrika |
| --------------------------- | ---------------------------------------------- | --- |
| Nederlandse Kaapkolonie     | 1652-1795                                      | Nederlands wordt ambtelijk* gebruikt |
| Eerste Engelse Kaapkolonie  | 1795-1803                                      | Nederlands wordt ambtelijk gebruikt Engels is de officiële* taal |
| Bataafse Kaapkolonie        | 1803-1806                                      | Nederlands wordt ambtelijk gebruikt |
| Tweede Engelse Kaapkolonie  | 1806-1828 1882-1910                            | Proces om Nederlands te vervangen door het Engels Nederlands is de tweede officiële taal (naast Engels) |
| Oranje Vrijstaat            | 1854-1902                                      | Nederlands is de officiële taal |
| Zuid-Afrikaansche Republiek | 1857-1902 1888-1902                            | Nederlands wordt ambtelijk gebruikt Nederlands is de officiële taal |
| Unie van Zuid-Afrika        | 1910-1961 1925**-1961                          | Nederlands is de tweede officiële taal (naast Engels) Nederlands en Afrikaans worden als synoniemen beschouwd; als één taal |
| Zuid-Afrika                 | 1961-1984 1961-1994*** 1994***-1996 1996-heden | Nederlands en Afrikaans worden als synoniemen beschouwd; als één taal Afrikaans is de tweede officiële taal (naast Engels) Afrikaans is een van de elf officiële talen van Zuid-Afrika, met behoud van de oude taalpositie (van voor 1994) Afrikaans is een van de elf (sinds 2023 twaalf) officiële talen van Zuid-Afrika, zonder behoud van de oude taalpositie |

(*) Met ambtelijk wordt het gebruik door overheidsdiensten bedoeld, met officieel wordt bedoeld dat de taal wettelijk vastgesteld is en dat de taal door overheidsdiensten gebruikt kan worden.
(**) Met terugwerkende kracht sinds 31 mei 1910.
(***) Interim-Grondwet was ondertekend op 25 januari 1994, van kracht sinds 27 april 1994.